# UFC Fight Night: Korean Zombie vs. Rodríguez
UFC Fight Night: Korean Zombie vs. Rodríguez (también conocido como UFC Fight Night 139) fue un evento de artes marciales mixtas producido por Ultimate Fighting Championship que tuvo lugar el 10 de noviembre de 2018 en el Pepsi Center en Denver, Colorado.

## Historia
La UFC celebró su 25 aniversario con este evento, dado que su primer evento se llevó a cabo el 12 de noviembre de 1993. Este evento también se llevó a cabo en la misma ciudad que el espectáculo inaugural.
Se esperaba que Frankie Edgar enfrentara a Chan Sung Jung en el evento principal. Sin embargo, el 26 de octubre, se informó que Edgar se retiró debido a una lesión y fue reemplazado por Yair Rodríguez.
Se esperaba que Ricardo Ramos se enfrentara a Ricky Simon en el evento. Sin embargo, el 15 de octubre, se informó que Ramos se retiró debido a una lesión en la mano y, a su vez, Simon también fue retirado de la cartelera.
Se esperaba que Beneil Dariush y Chris Gruetzemacher se enfrentaran en una pelea de peso ligero en el evento. Sin embargo, el 18 de octubre, se informó que Gruetzemacher se retiró del evento debido a razones no reveladas y fue reemplazado por Thiago Moisés.
Se esperaba que una pelea femenina de peso paja entre Maycee Barber y Maia Stevenson se llevara a cabo en el evento. Sin embargo, el 20 de octubre, se informó que Stevenson se retiró del evento debido a una lesión y fue reemplazada por Hannah Cifers.
Se esperaba que Alonzo Menifield se enfrentara a Saparbek Safarov en el evento. Sin embargo, se informó el 21 de octubre que Safarov se retiró del evento por razones no reveladas y se canceló la pelea. Menifield será reprogramado para otro evento.
Se esperaba que Jordan Espinosa se enfrentara a Mark de la Rosa en el evento. Sin embargo, el 4 de noviembre de 2018 se informó que Espinosa se retiró del evento y fue reemplazado por Joby Sanchez.
Se esperaba que Ray Borg enfrentara a Joseph Benavidez en el evento. Borg se retiró el 7 de noviembre debido a problemas médicos y la pelea fue cancelada.
En el pesaje, Raquel Pennington pesó 138 libras, dos libras más sobre el límite de la división de peso gallo (136 lbs). Fue multada con el 20% de su pago y su combate con Germaine de Randamie será en un peso acordado de 138 lbs.

## Bonificaciones
Los siguientes peleadores ganaron $50,000 en bonos:
- Pelea de la noche: Yair Rodríguez vs. Chan Sung Jung
- Actuación de la noche: Yair Rodríguez y Donald Cerrone